# Hachikō Monogatari
Hachikō Monogatari (ハチ公物語 Hachikō monogatari?, „Povestea lui Hachiko”) este un film dramatic japonez din 1987, regizat de Seijirō Kōyama și avându-i în rolurile principale pe actorii Tatsuya Nakadai, Kaoru Yachigusa, Mako Ishino și Hiroyuki Nagato.
Filmul relatează povestea adevărată și tragică a lui Hachikō, un câine din rasa Akita, care a rămas loial stăpânului său, profesorul Ueno, chiar și după moartea acestuia. Profesorul Ueno a murit în anul 1925, iar câinele a fost ignorat și maltratat de rudele insensibile ale profesorului, fiind abandonat în cele din urmă în stradă și lăsat să sufere de foame și de frig. Timp de aproape zece ani Hachikō a continuat să vină în fiecare seară la gara Shibuya din Tokyo, unde, în timpul vieții profesorului Ueno, venea zilnic să-l întâmpine atunci când acesta se întorcea de la serviciu. În cele din urmă, câinele a murit în anul 1935 la gara Shibuya, fără ca stăpânul pe care-l aștepta să se mai întoarcă.
Hachikō Monogatari a fost lansat în august 1987 și a devenit cel mai popular film japonez al anului, aducând încasări foarte mari. Un remake american al filmului, regizat de Lasse Hallström și avându-l în rolul principal pe Richard Gere, a fost lansat în 2009 sub numele de Hachi: A Dog's Tale.

## Rezumat
La 10 noiembrie 1923, în orașul Ōdate din prefectura Akita (Japonia), Aka, o cățea din rasa Akita Inu, a fătat mai mulți pui. Unul dintre acești căței este trimis cu trenul de inginerul șef Mase prietenului său, Hidesaburō Ueno, profesor de agronomie la Universitatea Imperială din Tokyo, care era cunoscut pentru dragostea sa față de câini. Inițial, profesorul Ueno și soția sa, Shizuko, nu intenționează să păstreze animalul din cauza durerii încă intense cauzate de moartea recentă a câinelui de companie anterior, Gonsuke. Cu toate acestea, entuziasmul fiicei lor, Chizuko, îi determină să-l adopte pe cățelul Akita, pe care profesorul îl numește „Hachi” ca urmare a posturii sale: picioarele sale sunt așezate pe pământ într-o poziție care seamănă cu caracterele japoneze pentru cifra 8 (八, „hachi”).
În ciuda lipsei de entuziasm a servitorilor Ogata și Oyoshi, micul Hachi crește fericit, iar între el și stăpân se stabilește o legătură puternică. Cei doi fac lungi plimbări în aer liber, iar profesorul Ueno ia câinele cu el chiar și în cada de baie pentru a-l spăla și îl aduce deseori în casă în nopțile cu vreme rea pentru a dormi acolo. Dar mai presus de toate, Hachi îl însoțește pe profesor în fiecare dimineață la Gara Shibuya, unde stăpânul său ia trenul pentru a merge la serviciu. Apoi, în fiecare seară, Hachi merge singur la gară și așteaptă întoarcerea stăpânului său în fața porții.
La 21 mai 1925 profesorul Ueno moare în urma unei hemoragii cerebrale survenite în timpul unui curs ținut la universitate. Hachi asistă la întoarcerea trupului neînsuflețit și la înmormântare, dar, în zilele următoare, el continuă să meargă la gară, în același loc, pentru a aștepta întoarcerea stăpânului său. În acest timp, Shizuko, văduva profesorului, decide să vândă casa și să se mute împreună cu fiica ei, Chizuko, care se căsătorise cu diplomatul Tsumoru Moriyama. Chizuko nu vrea să-l păstreze pe Hachi pentru că îi amintește de moartea dureroasă a tatălui ei. Câinele este încredințat apoi unchiului lui Shizuko, care îl ține legat cu lanț în curtea casei lui din Asakusa. Condițiile proaste în care era ținut, precum și puternica nostalgie față de profesorul Ueno, îl determină pe Hachi să fugă și să se întoarcă la casa fostului său stăpân, care, între timp, fusese vândută unei alte familii.
Kiku, vecin și prieten apropiat al profesorului Ueno, decide atunci să-l păstreze pe Hachi, dar moare și el la scurt timp în urma unui infarct. În acest timp, câinele nu a încetat să meargă în fiecare seară la gara Shibuya. Abandonat pe stradă, fără ca vreo persoană să mai aibă grijă de el, Hachi supraviețuiește datorită lui Tome și soției sale, care au un chioșc de mâncare în fața gării și îl hrănesc adesea pe câinele pribeag.
Timpul trece, iar un reporter de la cotidianul național Asahi Shimbun, care află că Hachi (numit începând de atunci cu diminutivul „Hachikō”) venea în fiecare seară la gară pentru a-și aștepta stăpânul mort, decide să publice povestea. Văduva Shizuko, care, după numirea ginerelui ei ca prim-secretar al Ambasadei Japoniei de la Londra, se mutase la rudele ei din orașul natal Wakayama, citește articolul din ziar și merge la Gara Shibuya pentru a lua câinele cu ea. Hachi fuge însă din nou și se întoarce la gară pentru a aștepta acolo întoarcerea stăpânului său. Câinele continuă să vină zilnic în fața porții de intrare a gării, fiind hrănit periodic de Tome și de soția acestuia, până la moartea sa, survenită în 8 martie 1935.

## Distribuție
- Tatsuya Nakadai - profesorul Hidejirō Ueno, stăpânul lui Hachikō[5][6]
- Kaoru Yachigusa - Shizuko Ueno, soția profesorului[5][6]
- Mako Ishino - Chizuko Ueno, fiica profesorului[5][6]
- Toshirō Yanagiba - Tsumoru Moriyama, logodnicul și apoi soțul lui Chizuko[5]
- Toshinori Omi - Saikichi Ogata, servitorul profesorului, originar din Shizuoka[5]
- Hairi Katagiri - Oyoshi, servitoarea profesorului, originară din Narashino
- Hiroyuki Nagato - Kiku, vecinul profesorului[3][5]
- Masumi Harukawa - Okichi, soția lui Kiku
- Taiji Tonoyama - Yaozō Hashimoto, unchiul dnei Shizuko din Asakusa
- Shingo Yamashiro - Tome, proprietarul chioșcului cu mâncare
- Kumeko Urabe - proprietara tutungeriei
- Takahiro Tamura - Furukawa, șeful gării
- Shigeru Izumiya - funcționarul poștal Yasui
- Hisashi Igawa - Maekawa, noul proprietar al casei profesorului[5]
- Chōei Takahashi - Kachō Mase, inginerul agronom șef al prefecturii Akita
- Rihei Miki - proprietarul hanului
- Kin Sugai - soția proprietarului hanului
- Kei Yamamoto - Michio Serizawa
- Yoshi Katō - Umezō Kondō
- Saburō Ishikura - polițistul Machida
- Shirō Kishibe - un client al restaurantului
- Tokiko Katō - Tamiko

## Producție

### Povestea lui Hachikō

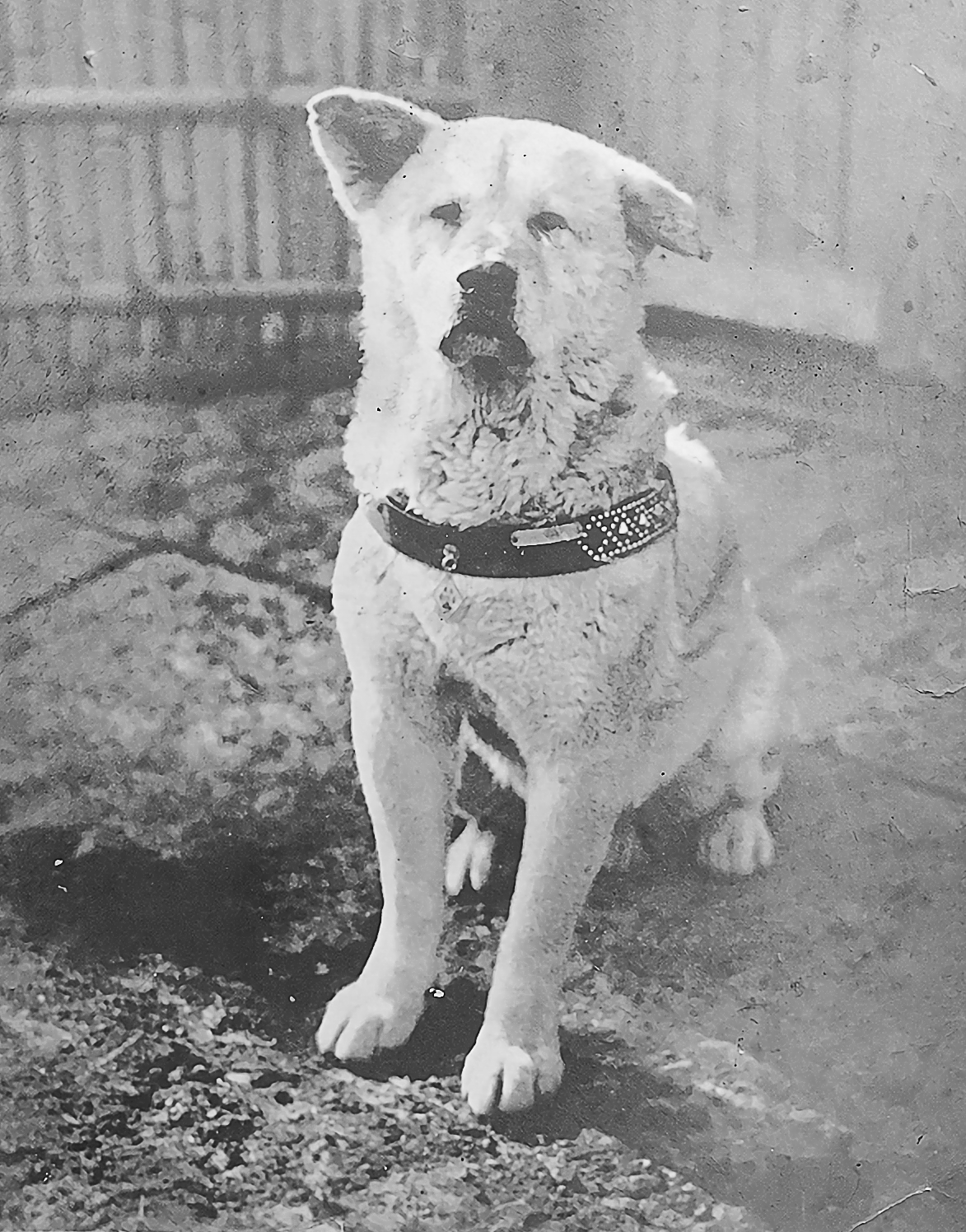
Adevăratul Hachikō. Fotografie din ultimii săi ani de viață.

Povestea care stă la baza filmului este adevărată. Potrivit „Colecției de materiale despre Hachikō”, editată de Masaharu Hayashi, Hachikō a fost un câine din rasa Akita care s-a născut în noiembrie 1923 la o fermă din orașul Ōdate din prefectura nordică Akita. Cățelușul a fost dăruit lui Hidesaburō Ueno, profesor de agronomie la Universitatea Imperială din Tokyo, în ianuarie 1924. Profesorul l-a numit Hachi (sufixul „kō” este un diminutiv cu scop de afecțiune). Hachikō îl conducea în fiecare dimineață pe stăpânul său la gara Shibuya din Tokyo. Profesorul urca în tren, iar câinele se întorcea singur acasă. După amiază, câinele se întorcea la gară pentru a-și întâmpina stăpânul care se întorcea cu trenul de la universitate. Profesorul Ueno a murit la 21 mai 1925 și nu s-a mai întors acasă, iar Hachikō l-a așteptat până la miezul nopții, când ultimul tren a sosit în gară. În cele din urmă, câinele s-a întors acasă.
După moartea stăpânului, Hachikō a fost încredințat unei persoane din sectorul Asakusa, dar a fugit de mai multe ori de acolo și s-a întors la casa profesorului Ueno din Shibuya, iar apoi a ajuns în gospodăria unui locuitor din Shibuya. Nereușind să înțeleagă că stăpânul său a murit, Hachikō a continuat să meargă la gară în fiecare după-amiază, timp de zece ani, așteptând zadarnic sosirea lui. Angajații companiei feroviare, vânzătorii ambulanți din zona gării și navetiștii au încercat să-l facă să înțeleagă că profesorul Ueno a murit, dar câinele s-a întors zilnic la ora sosirii trenului în stație, devenind un simbol al loialității. Hachikō a devenit celebru în octombrie 1932, când cotidianul național Asahi Shimbun a publicat un articol intitulat „Povestea unui câine bătrân iubit. Așteaptă cu nerăbdare de câțiva ani întoarcerea stăpânului său decedat”. Lătratul câinelui a fost înregistrat pe o placă de gramofon, iar în aprilie 1934, în prezența câinelui bătrân, a fost dezvelită în fața stației Shibuya o statuie de bronz a lui Hachikō, realizată de sculptorul Teru Andō (1892-1945). Celebritatea dobândită a contribuit la îmbunătățirea vieții câinelui pribeag, care a fost hrănit de oamenii din zona gării cu frigărui din carne de pui. Hachikō a murit la 8 martie 1935 pe o stradă din Shibuya, în timpul unei ninsori ușoare de sfârșit de iarnă, și a fost înmormântat în cimitirul Aoyama din Tokyo, lângă mormântul profesorului. Inima câinelui a fost infectată cu viermi filaria, iar în stomac i s-au găsit patru bețe folosite pentru frigărui, susținea profesorul de anatomie Hideki Endo de la Muzeul Universității din Tokyo. Blana lui Hachikō a fost umplută cu paie și expusă la Muzeul Național al Naturii și Științei din Parcul Ueno.
Conducătorii militariști ai Japoniei au ordonat ca povestea lui Hachikō să fie inclusă în manualele școlare pentru a încuraja loialitatea cetățenilor față de Imperiul Japonez. În timpul celui de-al Doilea Război Mondial povestea lui Hachikō a devenit un simbol al loialității față de împărat, pe care trebuiau să o dovedească toți militarii japonezi. În cadrul efortului de război, statuia a fost topită în 1944 pentru a fi produse piese pentru o locomotivă, dar o copie a statuii, realizată de Takeshi Andō (1923-2019), fiul sculptorului inițial, a fost dezvelită acolo la 15 august 1948. Mica statuie a devenit unul dintre cele mai cunoscute monumente ale capitalei japoneze, transformându-se într-un loc de întâlnire pentru navetiști și îndrăgostiți.

### Producerea filmului
Scenariul filmului a fost scris de cineastul Kaneto Shindō (1912-2012), regizor al unor filme celebre precum Insula (1960) și, de asemenea, scenarist al unor filme regizate de alții. Scenariul scris de Shindō este, în opinia criticului Michael Wilmington de la cotidianul american Los Angeles Times, „o capodoperă de construcție și comprimare”, ca urmare a faptului că Shindō „echilibrează delicat” emoțiile și relațiile sociale, „schițând cu generozitate paradisul primilor doi ani ai lui Hachi și pictându-i apoi exilul cu tranziții deranjant de rapide”.
Hachikō Monogatari a fost produs de companiile Tokyu Group, Mitsui Co., Ltd. și Shochiku Group Production. Producătorul filmului a fost Kazuyoshi Okuyama. Director de imagine a fost Masahisa Himeda, iar muzica a fost compusă de Tetsuji Hayashi. Pelicula a fost produsă pentru ecran lat sferic. Durata filmului este de 107 minute.
Kazuyoshi Okuyama, producătorul filmului, susținea că povești cu semnificație morală profundă precum povestea lui Hachikō erau necesare în Japonia modernă pentru a contracara dezumanizarea produsă de tehnologizarea excesivă, care a făcut ca loialitatea să fie considerată o slăbiciune și nu o virtute.

## Lansare
Hachikō Monogatari a fost lansat în august 1987 în Japonia, unde a fost distribuit de compania Shochiku-Fuji Company. A avut un succes comercial enorm în Japonia și s-a clasat pe locul 1 în topul filmelor japoneze cu cele mai mari încasări din anul 1987, aducând venituri din distribuție de 2 miliarde de yeni (¥), adică aproximativ 60 de milioane de dolari americani.
Lansarea filmului în Statele Unite ale Americii a fost realizată de compania Shochiku Films of America într-o versiune cu subtitrare în limba engleză.

## Recepție

### Aprecieri critice
Hachikō Monogatari a avut un succes comercial enorm în Japonia, aducând încasări cu mult mai mari decât încasările medii ale unui film japonez. Criticul de film Michael Wilmington de la cotidianul american Los Angeles Times l-a considerat o „poveste meticulos adaptată a devotamentului între câine și stăpân [care - n.n.] evită majoritatea capcanelor sentimentalismului; supraviețuiește chiar și stângăciei fanteziilor florilor de cireș și unei melodii disco dulcege lipită peste ultimul cadru dureros de trist. Devine un film care-ți frânge inima”. Această relație formată între câine și stăpânul său este, în opinia criticului, „un exemplu de dragoste și fidelitate atât de extraordinară încât pare, în contextul nostru modern, anacronic”, câinele devenind „un simbol pur al loialității într-o lume foarte imperfectă, una pe care regizorul Seijirō Kōyama și scenaristul Kaneto Shindō o acuză în mod constant de cruzime și lipsă de compasiune”. Wilmington a evidențiat scenariul echilibrat al lui Shindō, regia sensibilă a lui Kōyama și interpretările excelente ale actorilor Tatsuya Nakadai și Kaoru Yachigusa, precum și credibilitatea câinilor care joacă rolul lui Hachi.
Apariția filmului a determinat o dezbatere cu privire la loialitate în societatea japoneză a vremii, iar sociologii și-au exprimat îngrijorarea că loialitatea excesivă (pe care a ajuns să o reprezinte câinele Hachikō) ar dăuna psihicului colectiv japonez. Unii specialiști precum Keigo Okonogi (1930-2003), profesor de psihiatrie la Universitatea Keio din Tokyo, au susținut că japonezii ar trebui să renunțe la loialitate și să devină mai individualiști, adoptând o mentalitate recondiționată spiritual. S-a propus eliminarea poveștii lui Hachikō din manualele școlare și demitizarea ei prin furnizarea explicației că prezența zilnică la gară a câinelui s-a datorat nu unei loialități extraordinare, ci faptului că animalul avea o inteligență scăzută și nu era capabil să înțeleagă că stăpânul său a murit.
Enciclopedia cinematografică germană Lexikon des internationalen Films descrie astfel acest film: „Povestea prieteniei dintre un profesor japonez și câinele său credincios. La zece ani de la moartea profesorului, animalul încă mai aleargă în fiecare zi la gară pentru a-și aduce „stăpânul” de la serviciu; pentru aceasta i s-a ridicat o statuie de bronz de către comunitate. Un film cu animale pentru copii, inspirat dintr-un caz real, care este pus în scenă foarte solid, mai ales în prima parte, și este capabil să transmită multe lucruri despre țară și locuitorii săi.”.

### Premii
Hachikō Monogatari a obținut în 1988 premiul Genesis pentru cel mai bun film, iar scenograful Yoshinobu Nishioka a câștigat premiul Mainichi pentru cele mai bune decoruri pentru contribuția sa la filmele Hachikō Monogatari și Yoshiwara Enjō. Filmul lui Kōyama a fost nominalizat la patru premii ale Academiei Japoneze de Film: pentru cel mai bun film, pentru cel mai bun scenariu (Kaneto Shindō), pentru cele mai bune decoruri (Yoshinobu Nishioka, pentru contribuția sa la filmele Hachikō Monogatari și Yoshiwara Enjō) și pentru cea mai bună coloană sonoră (Kenichi Benitani, pentru contribuția sa la filmele Hachikō Monogatari și Zegen).

## Remake
Kaneto Shindō și-a adaptat ulterior propriul scenariu pentru un film de televiziune din 2006.
O versiune în limba engleză a filmului, regizată de Lasse Hallström și avându-i în rolurile principale pe Richard Gere, Joan Allen, Sarah Roemer și Cary-Hiroyuki Tagawa, a fost lansată în 2009 sub numele de Hachi: A Dog's Tale. Scenariul filmului (scris de Stephen P. Lindsay) îi fusese oferit cu câțiva ani mai înainte lui Richard Gere, care l-a angajat pe regizorul Hallström. Filmul a fost realizat în principal în Rhode Island, fiind folosiți trei câini Akita potrivit fazelor diferite de creștere a lui Hachi și dispozițiilor sale. Acțiunea filmului este mutată din Japonia anilor 1920 într-un orășel imaginar pe nume Bedridge din New England din anii 1990. Personajul principal, profesorul Parker Wilson (interpretat de Richard Gere), găsește un cățel Akita pe peronul gării locale și îl aduce acasă. Câinele îl însoțește zilnic la gară pe profesor, până când acesta moare, apoi continuă să-l aștepte timp de 10 ani.
Hachi: A Dog's Tale a avut premiera la 13 iunie 2009 la Festivalul Internațional de Film de la Seattle și a fost lansat de compania Shochiku în cinematografele în Japonia la 8 august 2009. Filmul a adus venituri de pe piețele din Asia, Europa și America de Sud de peste 45 de milioane de dolari până în septembrie 2010. Compania distribuitoare Sony Pictures Entertainment a hotărât să nu lanseze filmul în cinematografele americane, lansând filmul pe DVD la 9 martie 2010 și vânzându-l ulterior postului de televiziune Hallmark Channel, care l-a difuzat în premieră la 26 septembrie 2010.